# Edward Singleton Holden
Edward Singleton Holden, né le 5 novembre 1846 et mort le 16 mars 1914, est un astronome américain.

## Biographie

### Jeunesse
Né en 1846 à Saint-Louis (Missouri) de Jeremiah et Sarah Holden, Edward Holden fréquente l'université Washington de Saint-Louis de 1862 à 1866, année où il obtient son baccalauréat. Il s'entraîne par la suite à l'Académie militaire de West Point.

### Carrière
En 1873, il devient professeur de mathématiques à l'observatoire naval des États-Unis. Le 28 août 1877, quelques jours après la découverte de Déimos et Phobos, il prétend avoir découvert un troisième satellite à Mars à partir d'observations erronées.
Il est directeur de l'observatoire Washburn de l'université du Wisconsin à Madison de 1881 à 1885, année où il est élu membre de la National Academy of Sciences. Il devient président de l'université de Californie de 1885 à 1888. En 1888, il devient le premier directeur de l'observatoire Lick. Il occupe ce poste jusqu'en 1897.
En 1893, il publie The Mogul emperors of Hindustan, A.D. 1398- A.D. 1707, un livre sur les Mughal Emperors (en).
Il fonde l'Astronomical Society of the Pacific et en est le premier président de 1889 à 1891.
En 1901, il devient bibliothécaire de l'Académie militaire de West Point, poste qu'il occupe jusqu'à sa mort.
Le nom de l'astéroïde (872) Holda lui rend hommage.

## Travaux
Edward Holden découvre 22 objets NGC lors de ses travaux à l'observatoire Washburn.
- (en) Edward Singleton Holden, The Mogul emperors of Hindustan, A.D. 1398- A.D. 1707, New York : C. Scribner's Sons, 1895 (lire en ligne)
- (en) Travaux en ligne d'Edward Singleton Holden